# Kufstein (stad)
Kufstein is een kleine, maar bekende vestingstad in het noorden van de Oostenrijkse deelstaat Tirol en hoofdstad van het gelijknamige district.

## Kufsteiner Vesting

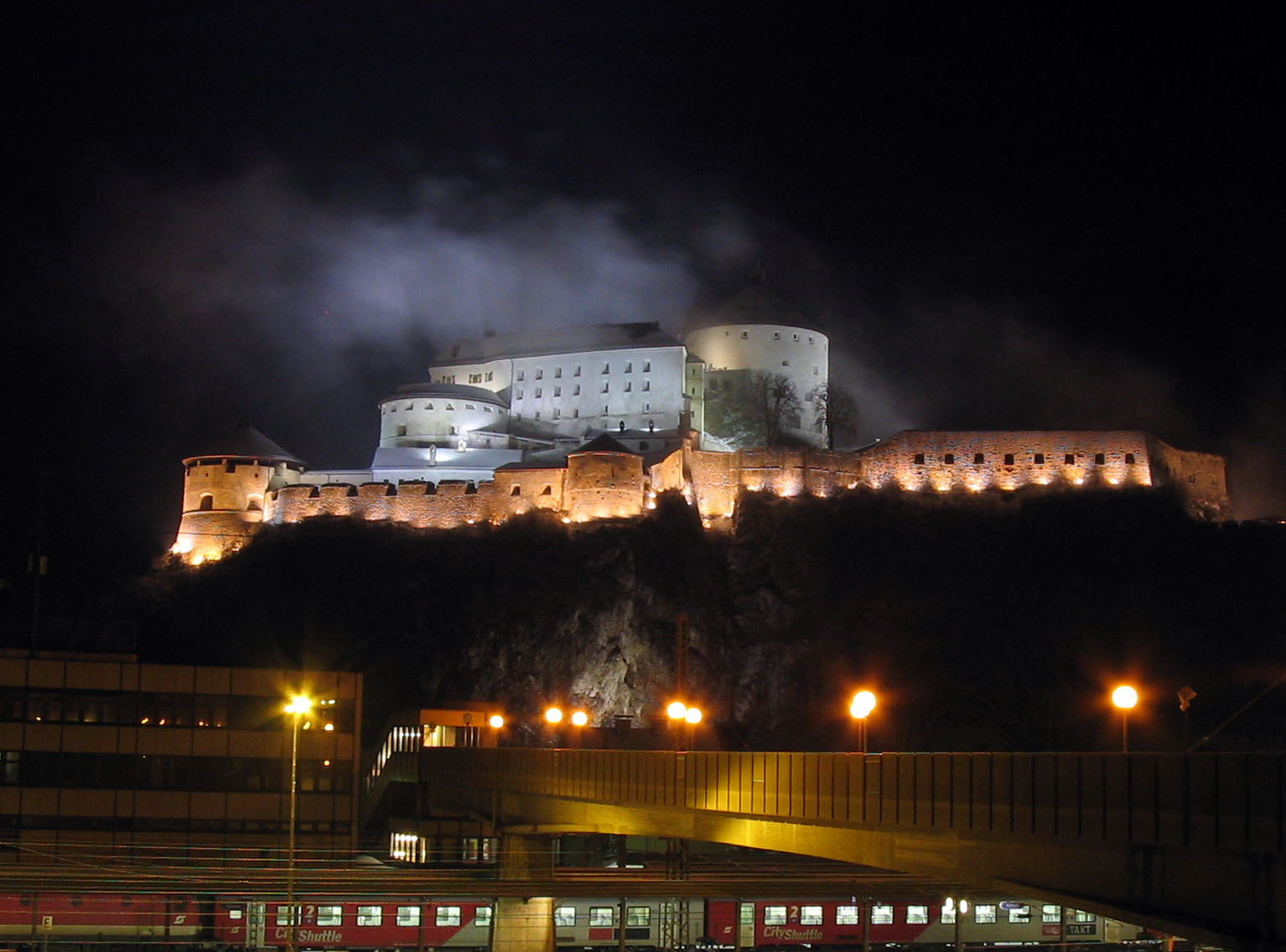
De burcht van Kufstein

Midden in deze stad met 18.000 inwoners staat de Kufsteiner Vesting. Dit verdedigingsbolwerk was het eerste dat destijds de staat Tirol moest beschermen tegen Beieren en Napoleon Bonaparte. Ondanks de dikke muren en de vele kanonnen, waaronder twee heel grote, waarmee kogels met een diameter van 50 cm konden worden afgeschoten, is de vesting meerdere malen ingenomen.

### Heldenorgel
In een van de torens van de burcht staat een groot pijporgel, het Heldenorgel genaamd. Iedere dag om 12 uur 's middags wordt een kort orgelconcert gegeven van circa vijftien minuten ter nagedachtenis aan de gevallenen in beide wereldoorlogen en de slachtoffers van zinloos geweld. Het bijzondere aan dit orgel is dat er een open verbinding van de toren naar buiten is zodat het orgel tot circa zes kilometer ver in het dal te horen is. De speeltafel van dit orgel staat in een oud wachthuisje van de burcht, tachtig meter van het orgel verwijderd.

## Omgeving
Het Kaisergebergte begrenst de stad aan de oostelijke zijde. Midden door Kufstein stroomt de 'groene' Inn. Deze rivier is altijd groen, behalve wanneer er meer dan normaal water van de bergen komt, dan kleurt deze bruin.
Kufstein wordt in het Kufsteiner Lied bezongen als de parel van Tirol.
Even ten zuiden van de Inn liggen de Riedel-glasfabrieken.

## Trivia
- Het stadje Kufstein krijgt een belangrijke rol als locatie in de strip Odilon vermist van Jommeke.

Alpbach · Angath · Angerberg · Bad Häring · Brandenberg · Breitenbach am Inn · Brixlegg · Ebbs · Ellmau · Erl · Kirchbichl · Kramsach · Kufstein · Kundl · Langkampfen · Mariastein · Münster · Niederndorf · Niederndorferberg · Radfeld · Rattenberg · Reith im Alpbachtal · Rettenschöss · Scheffau am Wilden Kaiser · Schwoich · Söll · Thiersee · Walchsee · Wildschönau · Wörgl
- Bibliothèque nationale de France: cb13514998n (data)
- Gemeinsame Normdatei: 4033488-0
- Library of Congress Control Number: n84195712
- MusicBrainz: ee980909-0fbf-4cba-9ef4-d8821c83a2de
- Nationale Bibliotheek van Tsjechië: ge293159
- Nationale Bibliotheek van Israël: 987007557663705171
- Virtual International Authority File: 132578343
- WorldCat: E39PBJbxDYWfj8RwTvdkrjPfbd